# RL10

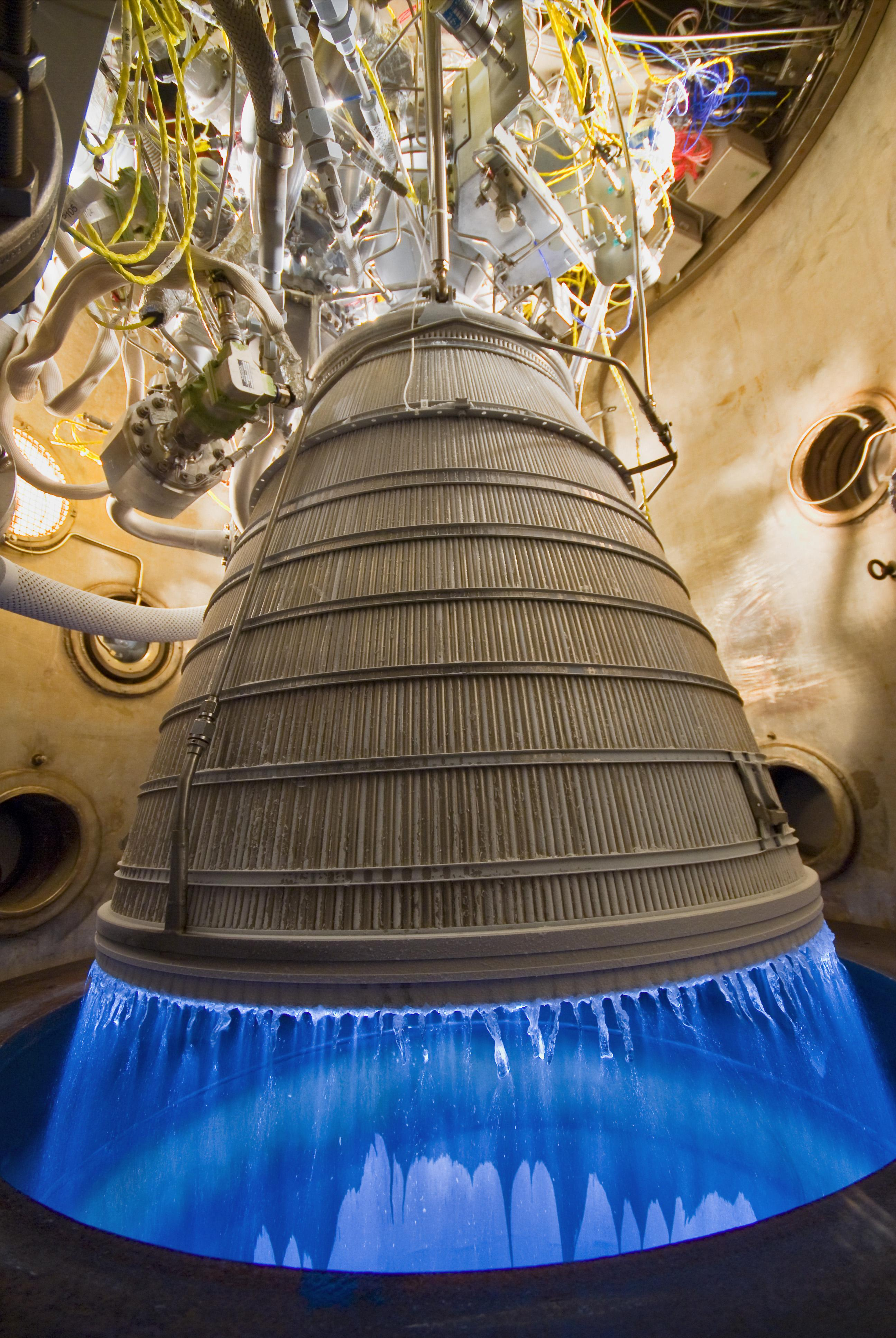
Un motor RL10, como el que se muestra arriba, se utilizará como motor de segunda etapa en las etapas superiores de la Etapa de Propulsión Criogénica Interina y Etapa Superior de Exploración (EUS).

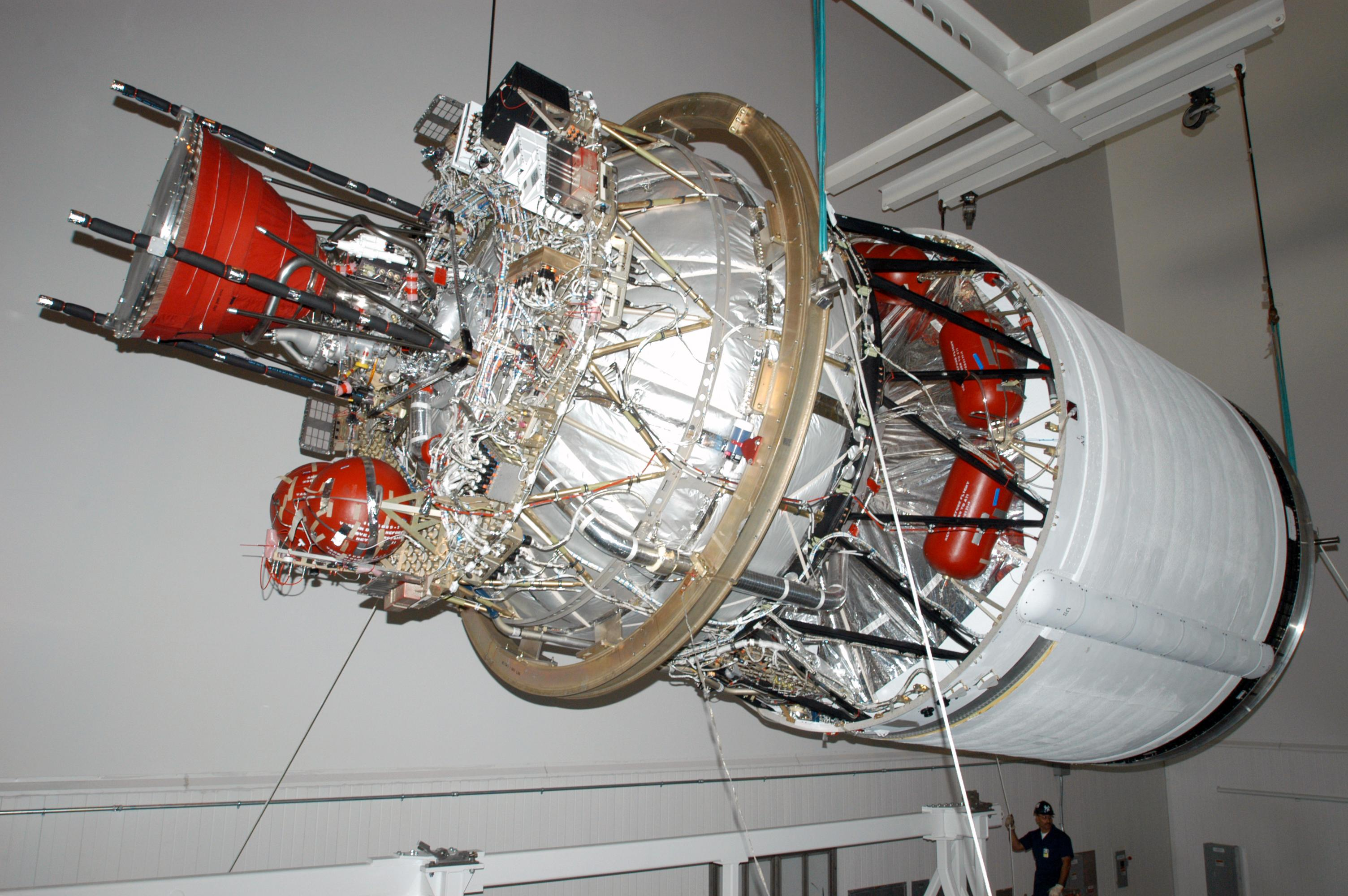
Segunda etapa de un cohete Delta IV Medium con motor RL10B-2

El RL10 es un motor de cohete criogénico de combustible líquido usado en las etapas superiores Centauro, S-IV y Delta Criogénico Segunda Etapa (DCSS). Construido en los Estados Unidos por Aerojet Rocketdyne (anteriormente por Pratt & Whitney Rocketdyne), el RL10 quema hidrógeno líquido criogénico y propulsores de oxígeno líquido, con cada motor produciendo 64.7 a 110 kN (14.545-24.729 lbf) de empuje en vacío dependiendo de la versión En uso. El RL10 fue el primer motor de cohete de hidrógeno líquido que se construyó en los Estados Unidos, y el desarrollo del motor por Centro Marshall de vuelos espaciales y Pratt & Whitney comenzó en la década de 1950, con el primer vuelo que ocurre en 1961. Varias versiones del motor han sido voladas, con dos, el RL10A-4-2 y el RL10B-2, que aún se producen y vuelan en el Atlas V y Delta IV.
El motor produce un impulso específico (Isp) de 373 a 470 s (3,66-4,61 km/s) en vacío y tiene una masa de 131 a 317 kg (dependiendo de la versión). Se utilizaron seis motores RL10A-3 en la segunda etapa S-IV del cohete Saturn I, uno o dos motores RL10B-2 se usan en las etapas superiores de los cohetes Atlas y Titan y se utiliza un RL10B-2 en la etapa superior de Cohetes Delta IV.
Actualmente está en desarrollo una nueva versión, RL10C-X, que emplea fabricación aditiva para algunos componentes, como los inyectores y la cámara de combustión.

## Especificaciones

### Original RL10
- Empuje (altitud): 15.000 lbf (66.7 kN)[2]
- Tiempo de quemado: 470 s[2]
- Diseño: Ciclo de expansión
- Impulso específico: 433 segundos (4.25 km/s)
- Peso del motor seco: 298 lb (135 kg)
- Altura: 68 pulgadas (1,73 m)
- Diámetro: 39 pulg (0,99 m)
- Relación de expansión de la boquilla: 40 a 1
- Propulsores: Oxígeno Líquido y Hidrógeno Líquido
- Flujo del propulsor: 35 lb/s (16 kg/s)
- Contratista: Pratt & Whitney
- Aplicación del vehículo: Saturno I / S-IV 2ª etapa-6 motores

- Aplicación del vehículo: Centauro etapa superior-2 motores

### Diseño actual

#### RL10B-2 Especificaciones
- Empuje (altitud): 24.750 lbf (110.1 kN)[3]
- Diseño: Ciclo de expansión[4]
- Impulso específico: 464 segundos (4.55 km/s)[3]
- Peso del motor - seco: 610 lb (277 kg)[3]
- Altura: 163 pulgadas (4.14 m)[3]
- Diámetro: 87 pulg (2,21 m)[3]
- Relación de expansión: 280 a 1
- Relación de mezcla: 5,88 a 1[3]
- Propulsores: Oxígeno líquido y hidrógeno líquido[3]
- Flujo del propulsor: Oxidante 41,42 lb / s (20,6 kg/s), combustible 7,72 lb / s (3,5 kg/s)[3]
- Contratista: Pratt & Whitney
- Aplicación del vehículo: Delta III, Delta IV segunda etapa (1 motor)

#### RL10A-4-2
- El otro modelo actual, el RL10A-4-2, es el motor usado en la etapa superior de Centaur para Atlas V.[3]

## Variantes
| Versión   | Estado                | Primer vuelo | Masa en seco | Empuje                            | I sp (vac) | Longitud | Diámetro | T: W | DE     | Relación de expansión | Presión de la cámara | Tiempo de quemado | Etapa asociada                     | Notas                       |
| --------- | --------------------- | ------------ | ------------ | --------------------------------- | ---------- | -------- | -------- | ---- | ------ | --------------------- | -------------------- | ----------------- | ---------------------------------- | --------------------------- |
| RL10A-1   | Retirado              | 1962         | 131kg        | 67 kN 15000 lbf                   | 425s       | 1.73m    | 1.53m    | 52:1 |        | 40:1                  |                      | 430 s             | Centaur A                          | Prototipo                   |
| RL10A-3   | Retirado              | 1963         | 131kg        | 65.6kN                            | 444s       | 2.49m    | 1.53m    | 51:1 | 5:1    | 57:1                  | 32.75 bar            | 470 s             | Centaur B/C/D/E S-IV               | [ 7 ]                       |
| RL10A-4   | Retirado              | 1992         | 168kg        | 92.5kN                            | 449s       | 2.29m    | 1.17m    | 56:1 | 5.5:1  | 84:1                  |                      | 392 s             | Centaur IIA                        | [ 8 ]                       |
| RL10A-4-1 | Retirado              | 2000         | 167kg        | 99.1kN                            | 451s       |          | 1.53m    | 61:1 |        | 84:1                  |                      | 740 s             | Centaur IIIA                       | [ 9 ]                       |
| RL10A-4-2 | En producción         | 2002         | 167kg        | 99.1kN                            | 451s       |          | 1.17m    | 61:1 |        | 84:1                  |                      | 740 s             | Centaur IIIB Centaur V1 Centaur V2 | [ 10 ] [ 11 ]               |
| RL10A-5   | Retirado              | 1993         | 143kg        | 64.7kN                            | 373s       | 1.07m    | 1.02m    | 46:1 | 6:1    | 4:1                   |                      | 127 s             | DC-X                               | [ 12 ]                      |
| RL10B-2   | En producción         | 1998         | 277kg        | 110kN                             | 462s       | 4.14m    | 2.13m    | 40:1 | 5.88:1 | 280:1                 | 44.12 bar            | 700 s             | Delta Cryogenic Second Stage       | [ 13 ]                      |
| RL10B-X   | Cancelado             |              | 317kg        | 93.4kN                            | 470s       |          | 1.53m    | 30:1 |        | 250:1                 |                      | 408 s             | Centaur B-X                        | [ 14 ]                      |
| CECE      | Proyecto Demonstrador |              | 160kg        | 67 kN 15000 lbf, Acelerar a 5–10% | >445s      | 1.53m    |          |      |        |                       |                      |                   |                                    | [ 15 ] [ 16 ]               |
| RL10C-1   | En producción         | 2014         | 190kg        | 101.8 kN 22890 lbf                | 449.7s     | 2.22m    | 1.44m    | 57:1 | 5.5:1  | 130:1                 |                      | 2000 s            | Centaur SEC                        | [ 17 ] [ 18 ] [ 19 ] [ 11 ] |